# Stadskanaal
Stadskanaal è un comune dei Paesi Bassi di 33 451 abitanti situato nella provincia di Groninga.